# 월촌초등학교 (전북)
월촌초등학교는 대한민국 전북특별자치도 김제시 입석동에 있는 공립 초등학교이다.

## 학교 연혁
- 1924년 6월 1일 월촌공립보통학교 개교(설립인가 5월 18일)
- 1938년 4월 1일 월촌공립심상소학교로 개칭[1]
- 1941년 4월 1일 월촌공립국민학교로 개칭[2]
- 1949년 12월 31일 월촌국민학교로 개칭[3]
- 1981년 3월 1일 병설유치원 개원
- 1996년 3월 1일 월촌초등학교로 개칭[4]
- 2016년 9월 1일 제25대 안미용 교장 부임
- 2019년 3월 1일 6학급 편성
- 2019년 12월 30일 제94회 졸업(12명, 총7,797명)
- 2021년 1월 13일 제95회 졸업(14명, 총7,811명)

## 학교 상징
- 우리 학교 꽃 - 개나리(청순, 순결)
  - 깨끗하게, 정직하게, 순수하게
  - 이른 봄에 노란꽃이 가지마다 빽빽하게 피어 꽃모양이 매우 아름다울 뿐만 아니라 번식력이 강하다.
- 우리 학교 나무 - 소나무(장수, 정절, 생명)
  - 소나무는 솔과 나무가 합성 할 때 'ㄹ'이 탈락된 말로서 '솔'은 으뜸, 우두머리를 뜻하는 것으로 소나무는 나무두목이라는 뜻이다. 옛 선비들과 형 인들은 소나무를 사랑하였으며 우리 일상생활과 밀접한 관련을 맺고 있다.
- 우리 학교 새 - 까치(꿈, 환희, 사랑)
  - 항상 웃음과 기쁨으로 서로 사랑
  - 사철을 두고 볼 수 있는 텃새로써 군락으로 살며, 생장력이 강하며, 옛날부터 아침에 까치가 울면 기쁜 소식이나 손님이 오신다는 전설을 가진 길조이다.

## 참고 자료
- 월촌초등학교 - 한국교육학술정보원 학교알리미